# La Dentellière (film, 1977)
Pour les articles homonymes, voir La Dentellière.
Pour plus de détails, voir Fiche technique et Distribution.
La Dentellière est un film franco-suisse réalisé par Claude Goretta et sorti en 1977. Il est inspiré du roman éponyme de Pascal Lainé qui reçut le prix Goncourt en 1974.

## Synopsis
Béatrice, 18 ans, est apprentie dans un salon de coiffure à Paris. Elle est issue d'un milieu modeste, très réservée et silencieuse.
Sa patronne et amie Marylène, très expansive, qui la surnomme Pomme, l'emmène à Cabourg pour quelques jours de vacances. Béatrice y rencontre François, un jeune étudiant, fils d'une famille bourgeoise, brillant. Ils s'aiment et décident d'habiter ensemble à Paris. François présente Béatrice à ses camarades étudiants, puis à ses parents. Mais, Béatrice n'appartient ni à son milieu, ni à sa culture. Elle écoute en silence. 
Des fractures apparaissent dans leur couple. Le fossé qui les sépare sur le plan culturel et social crée des tensions qui auront raison de leur amour. François décide de quitter Béatrice qui accepte sa décision sans se révolter et s'efface toujours en silence. Mais la souffrance qu'elle cache et tente de refouler la conduit à l'hôpital psychiatrique où François lui rend visite, six mois plus tard. Hélas, la communication est impossible entre les deux êtres, François retourne à ses examens tandis que Pomme s'adonne à la dentelle pour tenter de surmonter son mal-être.

## Fiche technique
- Titre  original : La Dentellière
- Réalisation : Claude Goretta, assisté de Patrick Grandperret et Laurent Ferrier
- Scénario : Claude Goretta et Pascal Lainé d'après son roman La Dentellière
- Producteur : Daniel Toscan du Plantier
- Musique du film : Pierre Jansen
- Directeur de la photographie : Jean Boffety
- Montage : Joële van Effenterre
- Création des décors : Claude Chevant et Serge Etter
- Ingénieurs du son : Claude Villand et Pierre Gamet
- Sociétés de production : Action Films, Citel Films, Filmproduktion Janus et FR3
- Pays d'origine :  France •  Suisse
- Format : couleur - 1,66:1 - Mono
- Genre : comédie dramatique
- Durée : 107 minutes
- Public adulte
- Date de sortie : 
  - France :27 mai 1977
- Lieux de tournage : Cabourg (Calvados) et Paris, France[4].
- Affiche : René Ferracci (France)

## Distribution
- Isabelle Huppert : Béatrice dite Pomme
- Yves Beneyton : François Béligné
- Florence Giorgetti : Marylène Torrent, la patronne du salon de coiffure
- Anne-Marie Düringer : la mère de Pomme
- Renate Schroeter : Marianne, la compagne de Gérard
- Christian Baltauss : Gérard, un ami de François
- Monique Chaumette : Mme Béligné, la mère de François
- Jean Obé : M. Béligné, le père de François
- Jeanne Allard : Thérèse
- Sabine Azéma : Corinne, l'étudiante marxiste
- Christian Peythieu : un ami de François
- Heribert Sasse
- Michel de Ré : peintre
- Odile Poisson : caissière salon de coiffure
- Gilberte Géniat : épicière
- Agnès Château : jeune femme sur la balançoire
- Yan Brian : John, l'ami américain de Marylène
- Lucienne Legrand : une cliente du salon de coiffure
- Nicole Chomo
- Rebecca Potok
- Martine Mauclair
- Joëlle Robin
- France Valéry
- Valentine Albin
- Bertrand De Hautefort
- Suzanne Berthois
- Barbara Cendre
- Luc Chessex
- Maud Darsy
- Jacques Dichamp : le serveur du Grand Hôtel
- Gilbert Gaffiot
- Daniel Guillaume
- Michèle Hamelin
- Simone Roche
- Sophie Thiery
- Catherine Vidon
- Anne Deleuze : voix de R. Schroeter
- Rosine Rochette : voix d'A.M. Düringer.

## Musique
- Parue initialement en 33 tours, la bande originale du film La Dentellière composée par Pierre Jansen a été rééditée sur CD chez Disques Cinémusique en 2014 (Présentation en ligne).

## La carrière d'Isabelle Huppert
Isabelle Huppert a été révélée au grand public avec le film La Dentellière. Ce succès public lui vaut plusieurs distinctions internationales (BAFTA anglais et David di Donatello italien, équivalents des César).

## Distinctions
- Festival de Cannes 1977 : Prix du Jury œcuménique pour Claude Goretta (ex æquo avec J.A. Martin photographe de Jean Beaudin)
- Londres 1978 : BAFTA Actrice Étrangère : Isabelle Huppert
- Taormine 1980 : David Donatello Actrice Étrangère : Isabelle Huppert
- Berlin 1980 : Prix Argent German Guild German House Cinéma Film Étranger